# Ludwinów (Kraków)

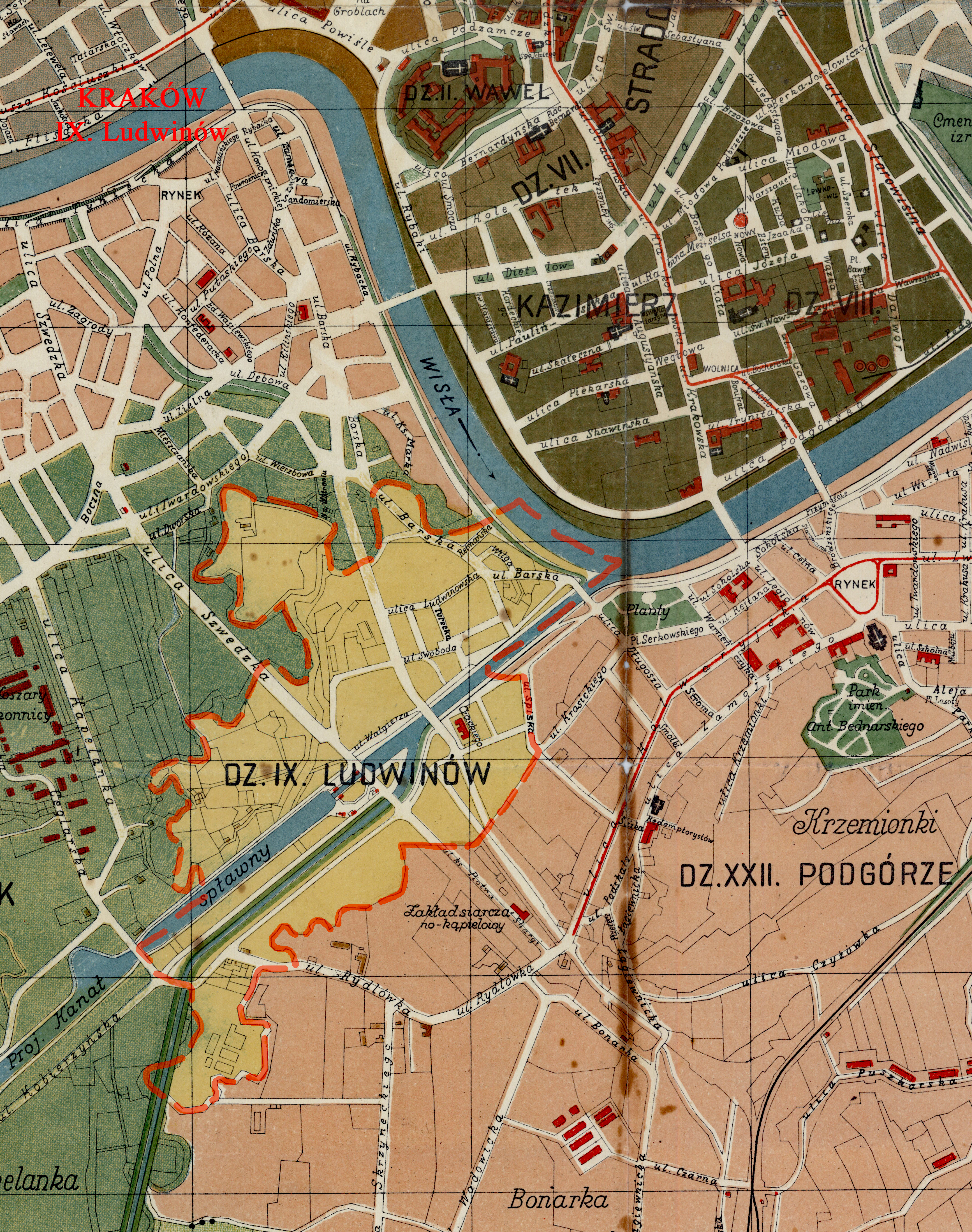
Ludwinów na planie z 1916 roku

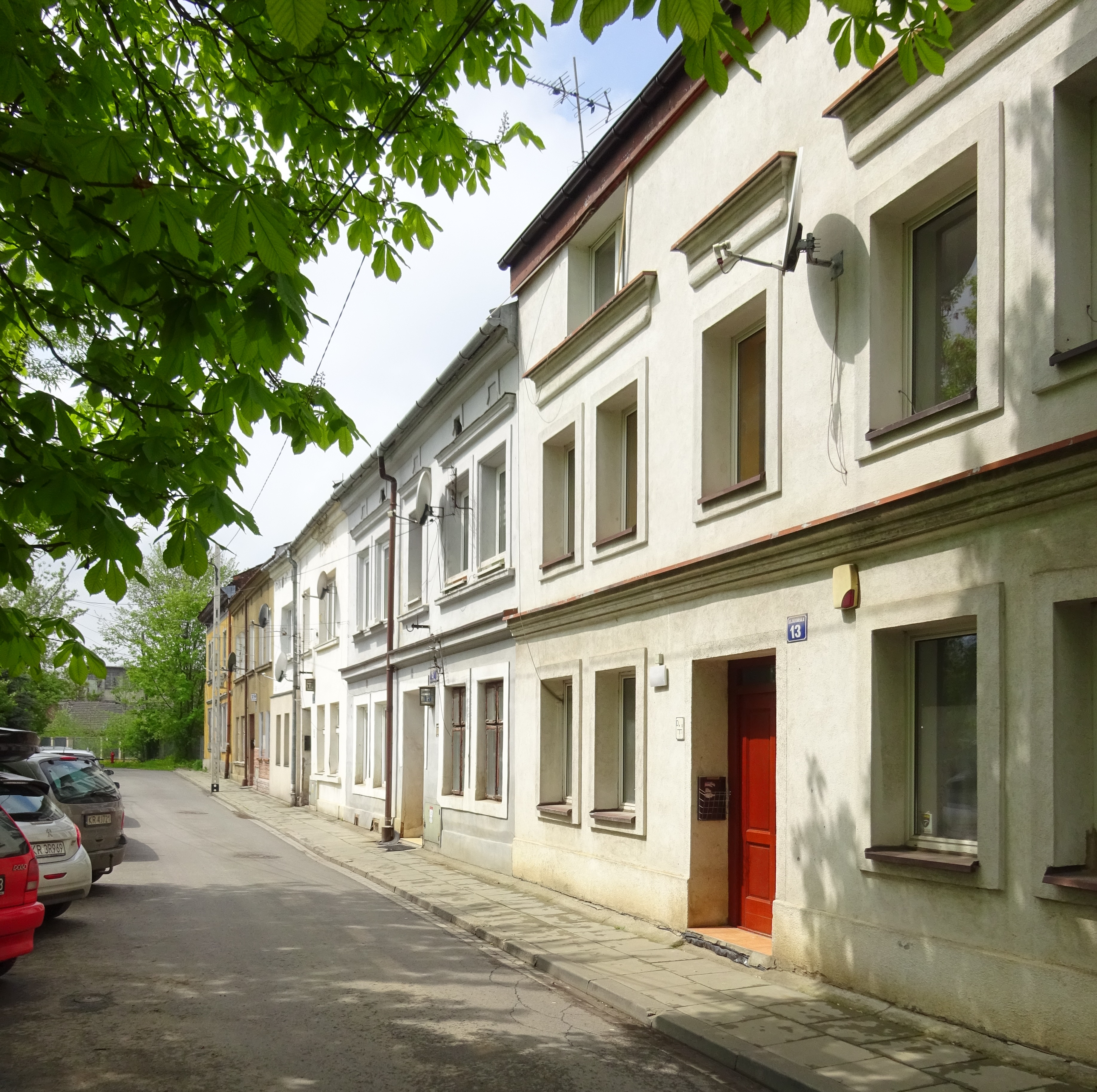
Kamieniczki przy ul. Zatorskiej.

Ludwinów – część Krakowa, leżąca na prawym brzegu Wisły, wzdłuż rzeki Wilgi, przy jej ujściu do Wisły. Dawna wieś, w ramach projektu tzw. Wielkiego Krakowa, tworzonego przez ówczesnego prezydenta miasta Juliusza Leo, 1 kwietnia 1911 została włączona do Krakowa jako jego IX dzielnica katastralna. Obecnie wchodzi w skład Dzielnicy VIII Dębniki i Dzielnicy XIII Podgórze.

## Historia
Tereny obecnego Ludwinowa po raz pierwszy pojawiły się we wzmiankach w 1377 r. pod nazwą Błonie. Błonie należało do parafii na krakowskiej Skałce. Dziesięcina z wsi stanowiła uposażenie kościoła św. Katarzyny na Kazimierzu, oraz – w części – biskupów krakowskich. W Błoniu funkcjonował folwark biskupów krakowskich z cegielnią, wapiennikiem, stawami rybnymi i młynem na Wildze.
Od końca XVII wieku istniała tu podmiejska rezydencja biskupów krakowskich, której głównym obiektem założenia był okazały dwupiętrowy pałac biskupi, związany kompozycyjnie z ośmiokwaterowym ozdobnym ogrodem i usytuowaną w nim kaplicą.
Wieś była w posiadaniu rodziny Luksarowiczów, a później biskupa Konstantego Felicjana Szaniawskiego herbu Junosza, który ok. 1732 r. przekazał ją jako uposażenie założonemu przez siebie seminarium duchownemu na krakowskim Stradomiu. Prowadzenie seminarium zostało powierzone Misjonarzom. W akcie nabycia wsi przez biskupa po raz pierwszy pojawia się nazwa Ludwinów. W 1782 r. przy kaplicy św. Bartłomieja powstała parafia. Od północy Ludwinów graniczył z osadą Dębniki.
W czasie rozbiorów funkcjonował w Ludwinowie urząd cyrkułu austriackiego. Był to dobry okres dla osady, bowiem Austriacy planowali utworzenie tutaj odrębnego miasta, które, pozostając w granicach Austrii, stanowiłoby mocną przeciwwagę dla Krakowa. Z czasem plany te zostały przeniesione do Podgórza, do którego przyłączono także południowo-wschodnią część Ludwinowa:
„W roku 1785 powstało z części tej wsi i kilku domów nad Wisłą zwanych Podgórzem miasto Podgórze. Cesarz Józef II nadał miastu wolność handlu i nazwał je Josefstadtem, ale to nazwisko ustąpiło dawniejszemu. Teraz należy Ludwinów do parafii rzymskokatolickiej, urzędu pocztowego, sądu powiatowego i notariatu w Podgórzu, liczy 316 mieszkańców; pos. większa ma obszaru 69, a mniejsza 39 mórg roli. Kuropatnicki nazywa mylnie Ludwinów miastem i powiada, że tam pobudowali domy sujetes mixtes, to jest poddani Austryi i rzplitej polskiej, którzy, obowiązani pół roku mieszkać w Austryi, tutaj przebywali”.
Wydany w 1884 tom V Słownika geograficznego Królestwa Polskiego i innych krajów słowiańskich podaje dalej że:
„Ludwinów to wieś w powiecie wielickim, na prawym brzegu Wisły, naprzeciw zamku krakowskiego; od Podgórza oddziela tę wioskę zazwyczaj tylko sącząca się Wilga, a z Krakowem zaś łączy przewóz promami pod Wawelem. Ludwinów jest celem bliższych przechadzek Krakowian, dlatego znajduje się tutaj restauracja i kilka ładnych nad Wisłą zbudowanych dworków, wreszcie w porze letniej łazienki na Wiśle. Dawniej była to wieś dalej ku wschodowi posunięta”.
W 1887 r. wybudowany został pierwszy drewniany most łączący Ludwinów z Krakowem. Na początku XX wieku na Ludwinowie wybudowana została przez braci Dłużyńskich garbarnia. Zakład funkcjonujący pod nazwą Garbarnia Braci Dłużyńskich leżał w pobliżu ujścia Wilgi do Wisły. Po dość krótkim czasie zakład został zbyty przedsiębiorcy Rabińskiemu. W 1917 roku garbarnię prowadziły Polskie Zakłady Garbarskie Spółka z o.o., przekształcone w 1921 r. w spółkę akcyjną. Większościowymi akcjonariuszami byli: Jan Goetz Okocimski, Edward Mycielski, Bank Małopolski i Polskie Zakłady Garbarskie sp. z o.o. W sąsiedztwie funkcjonował klub sportowy Garbarnia.
19 października 1910 w ramach ogromnego projektu tzw. Wielkiego Krakowa, tworzonego przez ówczesnego prezydenta miasta Juliusza Lea, Ludwinów został włączony do Krakowa jako IX dzielnica katastralna.

## Znani mieszkańcy
W Ludwinowie urodził się żyjący w latach 1836–1877 malarz Aleksander Kotsis. Malował przede wszystkim codzienne sceny z życia małopolskiego ludu – chłopów, górali, wiejskich dzieci, pejzaże podkrakowskie i górskie. Tworzył też portrety i liczne studia głów wieśniaków i górali. Na wielu jego obrazach znaleźć można także ludwinowskie plenery i mieszkających tutaj ludzi. Jego słynne obrazy „Matula pomarli”, „Nucenie wiosenne”, „Ostatnia chudoba” czy „Kosiarz” oddają ducha ówczesnego podmiejskiego Ludwinowa.

## Galeria

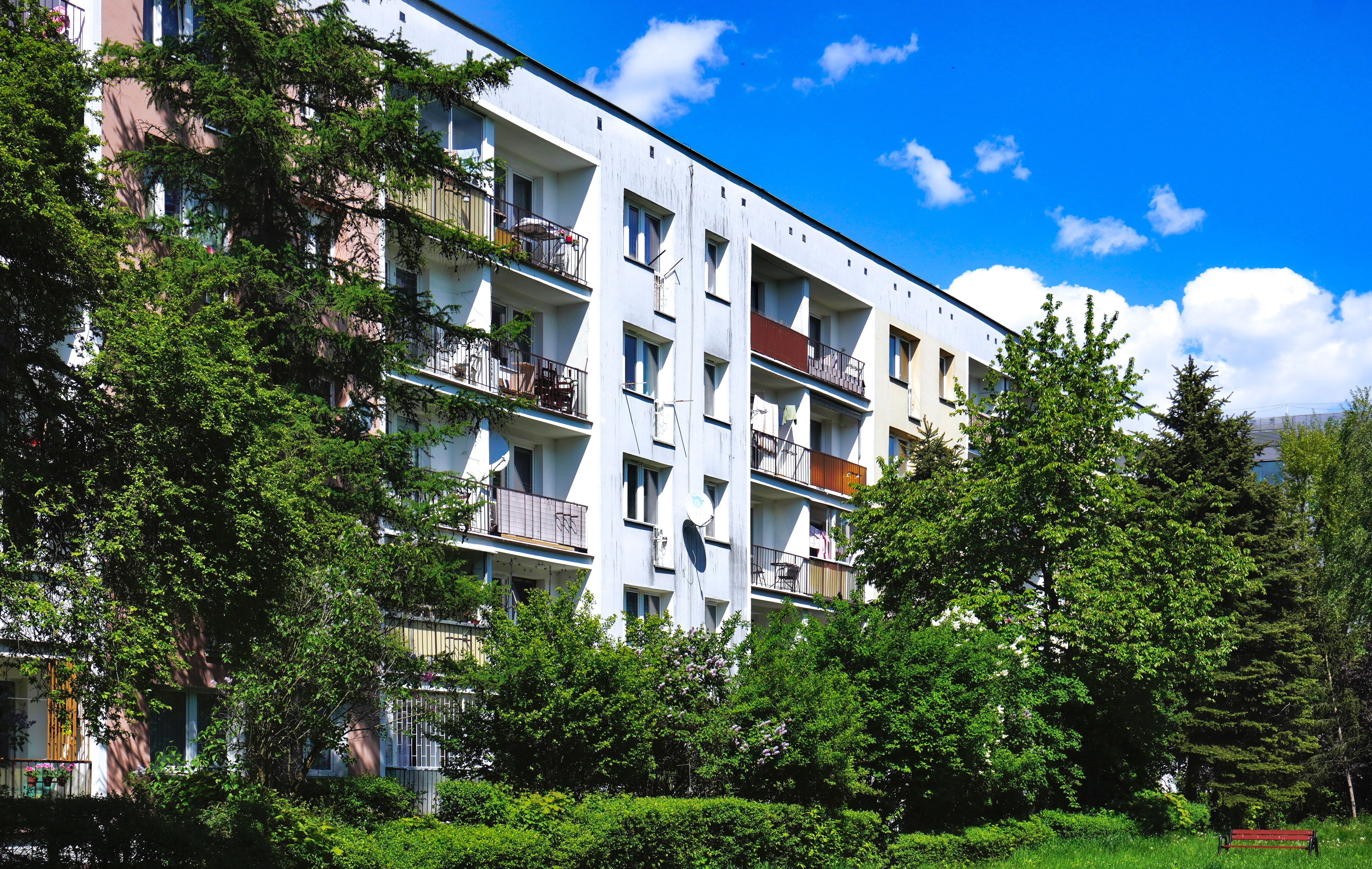
Osiedle Podwawelskie, blok przy ul. Komandosów 17
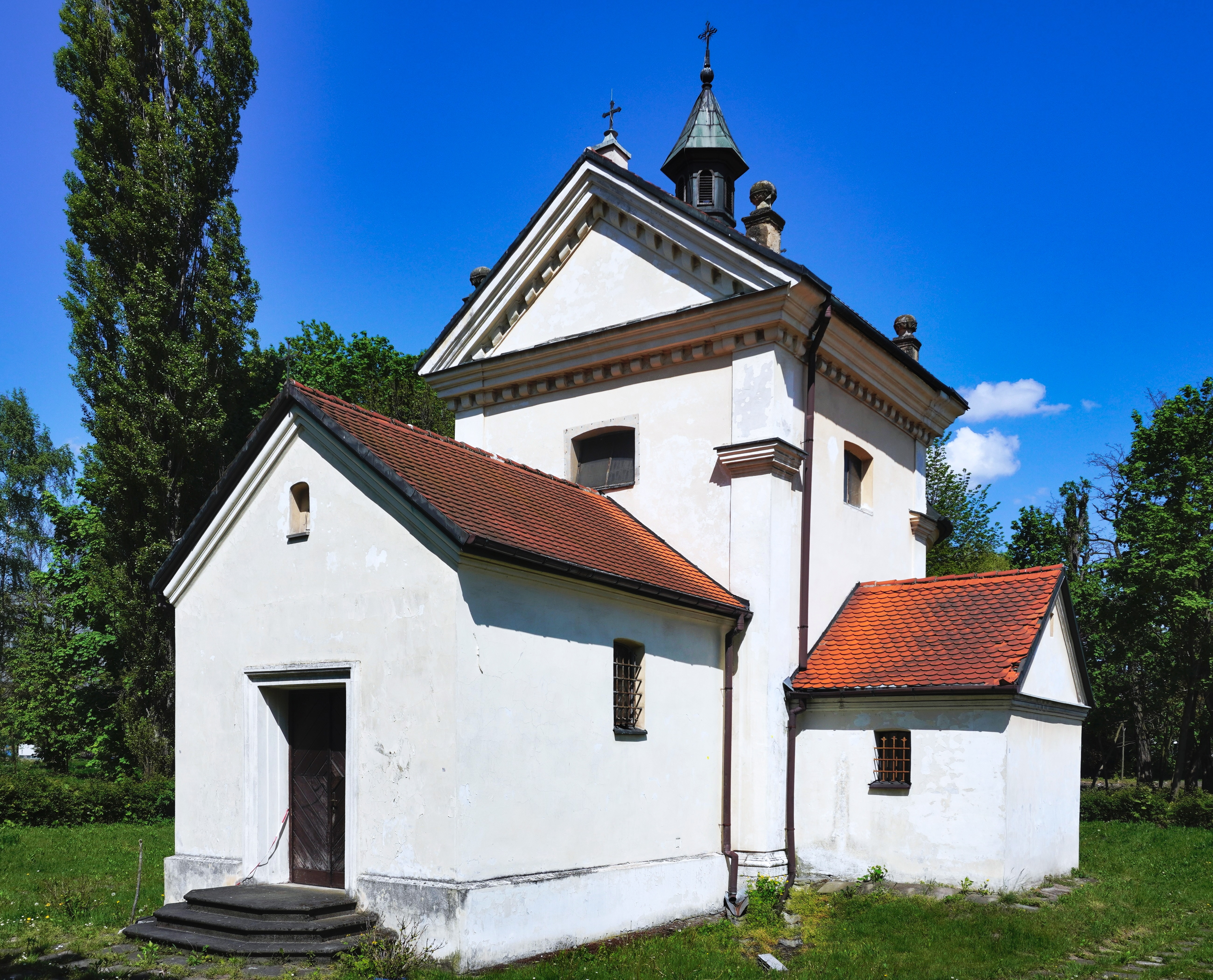
Kościół św. Bartłomieja

## Ludwinowskie Tango
Ludwinów, jako kultowe, podmiejskie zacisze został uwieczniony przez Jerzego Peterburskiego (muzyka) i Andrzeja Własta (tekst) w „Ludwinowskim tangu”:
Po co nam piosenki zagraniczne?
Dość tej mięty, płaczu i dość łez,
Nasze przecież także są prześliczne,
Chociaż mniej w nich pachnie bez,
Ale za to serce jest i fajer,
Każdy zaraz lepszy humor ma
I do tańca pcha się każdy frajer,
Kiedy gdzie muzyczka gra.
To krakowskie, ludwinowskie tango.
Będziesz, brachu, tańczyć chciał
To krakowskie, ludwinowskie tango,
Choćby ci kto na grzebieniu grał.
Kapeluszem praśniesz w stół,
Chwycisz brzanę poprzez pół
I jak w raju znów się będziesz czuł.
Gdy jedyna zdradzi cię dziewczyna,
Nie martw się tańcz gdzie klawo, bo
Zdradzi ciebie i mnie,
I coś z pół Krakowa,
Właśnie ta dziewczyna, \
Właśnie ta jedyna          |  bis
Lola z Ludwinowa. /
Lecz w którąś niedzielę będą święta dwa;
Spędzę z nią wesele do białego dnia.
Będziem pić, ty i ja,
I będziemy tańczyć do białego dnia.
To krakowskie, ludwinowskie tango.
Będziesz, brachu, tańczyć chciał
To krakowskie, ludwinowskie tango,
Choćby ci kto na grzebieniu grał.
Kapeluszem praśniesz w stół,
Chwycisz brzanę poprzez pół
I jak w raju znów się będziesz czuł.
I w podzięce będziesz składał ręce,
Że ci Kraków takie tango dał.

## Lola z Ludwinowa
Wodewil „Lola z Ludwinowa” Stefana Turskiego (1875–1945) powstał na kanwach prawdziwej historii ludwinowskiej społeczności.
„Wodewil o Loli z Ludwinowa powstał na prawdziwej historii. To była rzeczywiście kiedyś, przed laty, piękna dziewczyna, przy tym śpiewała bardzo ładnie, tańczyła znakomicie i wszyscy ją uwielbiali. I później na jej temat zrobili ten wodewil i te słynne piosenki: ...fest frajerów kiwa, fest frajerów kiwa Lola z Ludwinowa... Ja to pamiętam, wie Pani, ja to pamiętam... Po co nam piosenki zagraniczne, nasze także są prześliczne... No, nie pamiętam już. Ale to coś pięknego, coś pięknego. Zresztą hymn Ludwinowa był o Loli z Ludwinowa.” (na podstawie wspomnień Franciszka Owsińskiego).
Melodia piosenki „Oka” która powstała w lipcu 1943 r. w obozie 1 Dywizji im. Tadeusza Kościuszki w Sielcach nad Oką została zaczerpnięta przez autora Leona Pasternaka (1910–1969) z piosenki „Szumią Oleandry” z wodewilu „Lola z Ludwinowa”.